# Canal de Saint-Quentin
El Canal de Saint-Quentin de 92,5 km de llargària, ajunta els rius Oise, Somme i Escalda. Té dues seccions: Una primera, anomenada antigament Canal Crozat, de l'Oise (Chauny) al Somme (Saint-Simon) i al Canal del Somme; i el Canal de Sant Quintí pròpiament dit, del Somme a l'Escalda (Cambrai). El canal prossegueix al sud de Chauny, vers el Canal lateral de l'Oise; i al nord de Cambrai, pel Canal de l'Escaut que s'ajunta al Canal Dunkerque-Escaut.

## Història

### El Canal Crozat
Un primer canal, que unia l'Oise al Somme havia estat projectat sota els ministeris de Mazarin i de Jean-Baptiste Colbert. Els treballs van començar el 1728 però van ser abandonats davant l'amplitud de la despesa. El projecte, llavors, va ser reprès per Antoine Crozat, Marquès del Chatel i ric financer. Aquest formà, al principi, part de la societat del Senyor de Marcy, després prengué els treballs al seu càrrec; modificà el traçat inicial, que pretenia travessar Tergnier. Crozat es feu propietari a perpetuïtat d'aquest canal. Els treballs foren confiats a les tropes del rei, repartides en 4 llocs situats a Fargniers, Mennessis, Remigny i Jussy; així, la mà d'obra local hi participà poc.
A la mort d'Antoine Crozat el 1738 només 13 quilòmetres dels 41 previstos estaven acabats, com també el port de Saint-Quentin. Aquest primer canal, que no fou acabat fins a Saint-Quentin fins al 1776, es digué canal Crozat (o canal de Picardie) fins al començament del segle xx.

### Canal de Sant Quintí

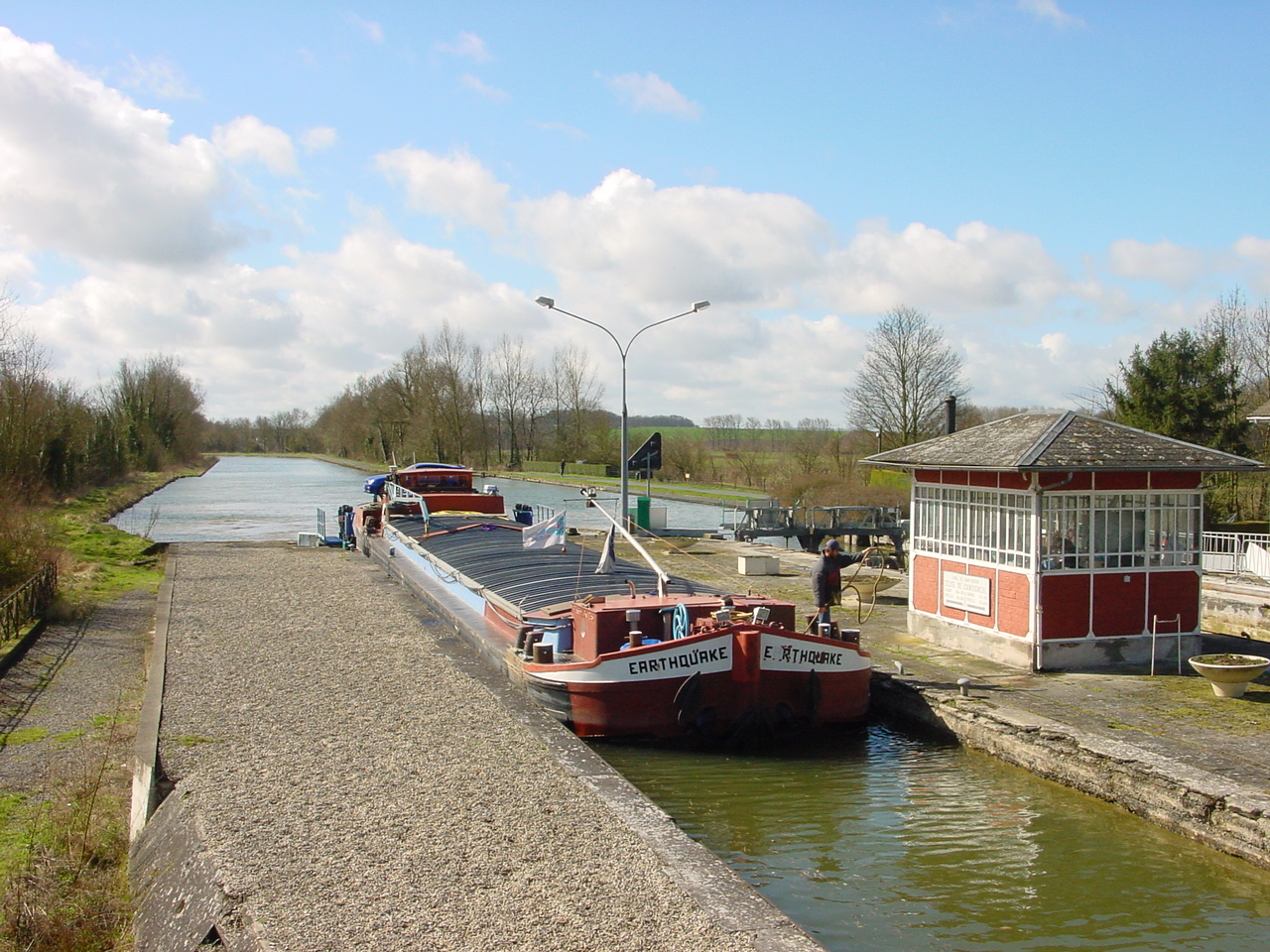
La resclosa de Noyelles

Un enginyer militar, anomenat Devic (o de Vicq), va proposar més tard unir el Somme a l'Escalda en excavar un canal entre Saint-Quentin i Cambrai. La dificultat més important era travessar l'altiplà cretaci que separa les valls del Somme, de l'Escalda i del Scarpe i alimentar el tram de repartiment del canal a la divisòria d'aigües. El punt culminant del canal de 84 mètres se situa entre Lesdins i Vendhuile.
Devic va proposar de travessar l'altiplà mitjançant un túnel, amb l'esperança que el canal subterrani s'alimentés per les aigües d'infiltració i del mantell freàtic. La idea, que va semblar massa ambiciosa en aquell temps, va ser abandonada. Va ser represa el 1766 per l'enginyer Pierre-Joseph Laurent, que va modificar els plànols de Devic i va dirigir els treballs. Aquests van ser una altra vegada parats alguns anys més tard, el 1775, degut a la mort de Laurent el 12 d'octubre de 1773 i de la manca de fons deguda a la guerra d'Amèrica. Aquesta primera galeria fou completament abandonada.
El 1802 Napoleó va donar l'ordre de reprendre els treballs segons els plànols de Devic. El 1809 foren acabats dos túnels: el «petit soterrani» de 1098 metresentre Lesdins i Lehaucourt i el «gran soterrani» o «soterrani de Riqueval», de 5670 metres, entre Bellenglise i Vendhuile. El canal va ser inaugurat amb gran pompa el 28 d'abril de 1810 per l'Emperador Napoleó I i l'emperadriu Maria Lluïsa.
De seguida s'adonaren que en període de sequera, el tram de repartiment era insuficientment alimentat: llavors es va decidir portar aigua al canal per un rec d'alimentació des del Noirieux (o Noirrieu), afluent de l'Oise, fins al canal a Lesdins. El rec del Noirieux, de 20 km de llargària, fou cavat el 1826. És subterrani entre Vadencourt i Croix-Fonsommes. El canal també és alimentat pel mantell freàtic, l'Escalda i el Somme a nivell de l'estany d'Isle a Saint-Quentin.
Al segle xix el canal fou portat a la norma de Freycinet per permetre la navegació de barcasses i des d'aleshores ha conegut un tràfic intens de carbó i de cereals cap a París, fins a 1966, data de l'obertura del canal del Nord. Hi ha nombroses espècies de peixos.